# Szkoła Praktyczno-Pedagogiczna na Lesznie w Warszawie

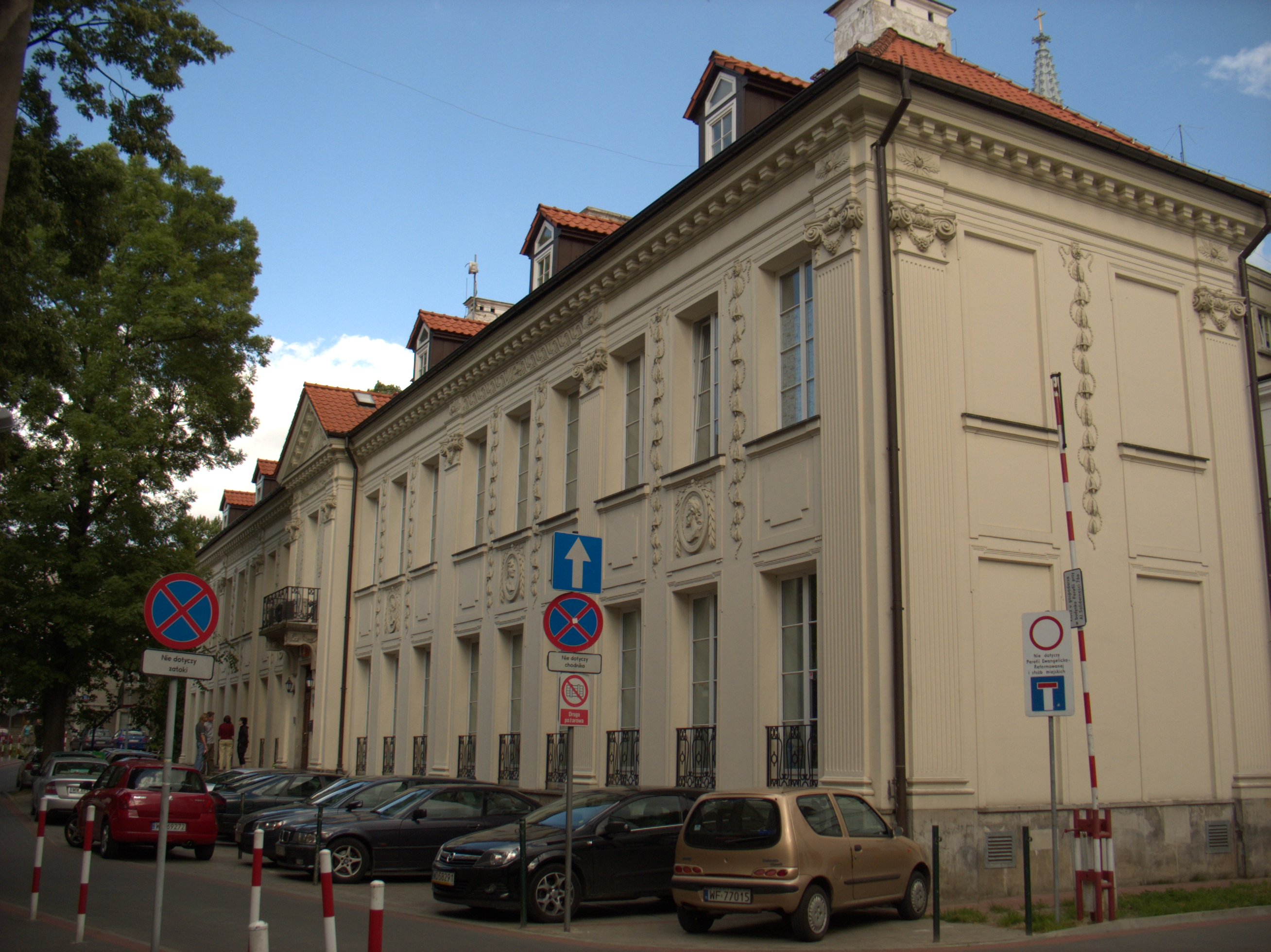
Pałac Działyńskich – pierwsza siedziba Szkoły Wojewódzkiej Praktyczno-Pedagogicznej

Szkoła Wojewódzka Praktyczno-Pedagogiczna na Lesznie w Warszawie – szkoła działająca w Warszawie w latach 1828–1831.

## Historia
Została utworzona w Warszawie w 1828. Pierwszą siedzibą szkoły był Pałac Działyńskich na Lesznie pod numerami 661/662. Jej założenie miało ścisły związek z reorganizacją kształcenia nauczycieli w Uniwersytecie Warszawskim. Studia nauczycielskie zostały wyodrębnione z początkiem 1826 ze struktury
uczelni. Utworzono osobny Instytut Pedagogiczny w formie konwiktu, pozostający pod naczelnym zwierzchnictwem dyrektora wychowania publicznego, Józefa Kalasantego Szaniawskiego. Szkoła Praktyczno-Pedagogiczna stanowić miała szkołę ćwiczeń dla absolwentów Instytutu Pedagogicznego, stąd też jej nazwa. Pierwotnym zamiarem było utworzenie szkoły wydziałowej cztero-klasowej. W pierwszym półroczu istnienia szkoły zapisało się 217 uczniów, w drugim było ich już 253. Z końcem roku szkolnego 1828/29 otwarto klasę piątą, rok później klasę szóstą. Szkoła Praktyczno-Pedagogiczna została bardzo dobrze wyposażona w pomoce naukowe. Posiadała własną bibliotekę, liczącą w pierwszym roku istnienia szkoły około 140 tomów, gabinet okazów mineralogicznych, gabinet zoologiczny, zbiory monet i urządzeń matematycznych i fizycznych oraz wzorów litograficznych do nauki rysunków ręcznych i technicznych. Początkowo większość książek i zbiorów pochodziła z darów osób prywatnych, potem rozrastały się one dzięki finansowej pomocy rządowej. Obszerny ogród znajdujący się w pobliżu szkoły, w połowie był w jej użytkowaniu i tam jeden z profesorów, Antoni Waga urządził ogród botaniczny, do którego nasion i krzewów bezinteresownie dostarczył dyrektor uniwersyteckiego Ogrodu Botanicznego Michał Szubert. Pierwszym rektorem szkoły został Tomasz Dziekoński, od 1823 profesor literatury polskiej i łacińskiej w wyższych klasach Liceum Warszawskiego. Z początkiem roku szkolnego 1829/30 otwarta została przy szkole pensja dla tych uczniów, którym rodzice nie byli w stanie zapewnić opieki w stolicy. Przeznaczona dla 12 chłopców, wobec wielkiej liczby chętnych, przyjęła 17 uczniów. Opiekunami pensji zostali nauczyciele szkoły: Józef Palicki i Kazimierz Rogiński Poza nimi, nauczycielami w szkole byli m.in. Jan Szwajnic, biegły łacinnik, przedtem profesor Szkoły Wojewódzkiej Księży Pijarów, Felicjan Kozłowski, filolog i historyk, Teofil Rybicki, magister filozofii.
Praca szkoły została zaburzona przez wybuch powstania listopadowego. Uczniowie i profesorowie, nie tylko Uniwersytetu ale i szkół średnich stolicy masowo zaciągali się do wojska. W roku szkolnym 1830/31 w Szkole Praktyczno-Pedagogicznej, zaraz w pierwszych dniach powstania liczba uczniów znacznie się zmniejszyła, tak, że w klasie szóstej zostało ich tylko 12. W sumie, opuściło szkołę 232 uczniów, z których przeszło połowa wstąpiła do wojska. W lecie 1831 uczniowie klasy piątej i szóstej, którzy pozostali w szkole mieli ćwiczenia wojskowe. Na obszernym dziedzińcu szkolnym pod komendą podoficerów uczyli się musztry we wtorki i czwartki od godziny 5 do 7 po południu. Po kapitulacji Warszawy 7 września 1831, pierwszym posunięciem władz było zamknięcie Uniwersytetu i wszystkich szkół wyższych Królestwa, w tym wojewódzkich. W miejsce tych ostatnich otwarte zostały tymczasowe szkoły wydziałowe, czteroklasowe. Stan taki utrzymał się przez do 1833.

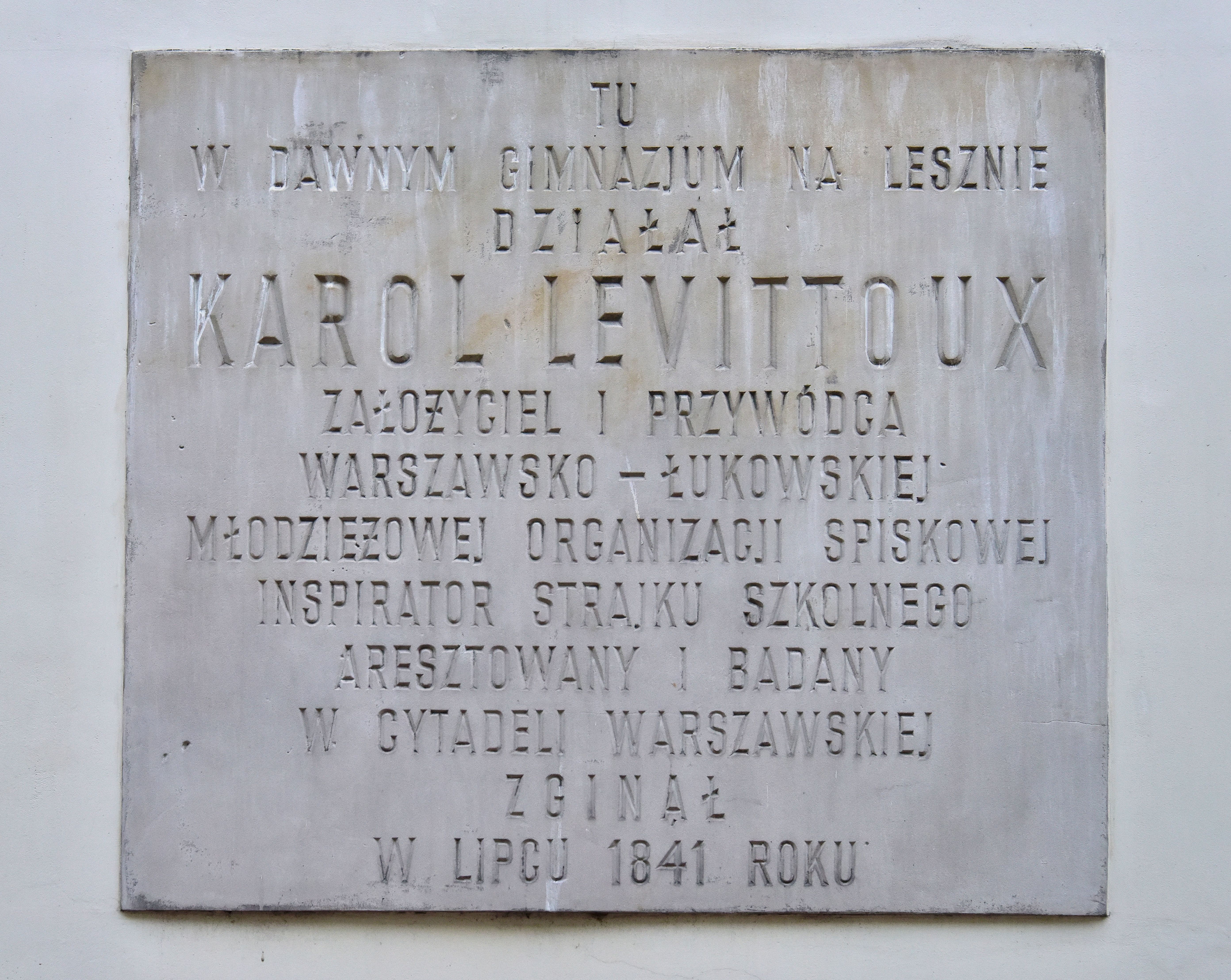
Tablica upamiętniająca Karola Levittoux na bocznej ścianie pałacu Działyńskich przy al. "Solidarności" 74A w Warszawie.

W 1833 dawną Szkołę Praktyczno-Pedagogiczną przekształcono w II Gimnazjum Warszawskie na Lesznie. W roku szkolnym 1833/34 otworzono tylko sześć klas (każde gimnazjum według ustawy z 1833 miało mieć klas osiem). Rok później dodano klasę siódmą, a w 1835/36 — klasę ósmą, podzieloną zgodnie z ustawą na dwa oddziały. Gimnazjum pozostało w swym gmachu na Lesznie do 1842, wtedy to bowiem otrzymało nowy lokal przy ul. Nowolipki. Wśród nauczycieli znaleźli się byli wykładowcy szkół pijarskich: Jan Szwajnic, Antoni Waga, Andrzej Smarzewski. 
W 1848 II Gimnazjum zostało zamknięte, a w jego miejsce powstał elitarny, zamknięty zakład pod nazwą Instytutu Szlacheckiego.